# ジョン・マギー
ジョン・ギレスピー・マギー（John Gillespie Magee、1884年 – 1956年）はアメリカ合衆国の米国聖公会牧師。日本軍による南京事件(南京虐殺）についての証言を東京裁判で行った。また事件の記録映像(マギーフィルム)は中国政府が世界の記憶へ申請し、2015年登録された。

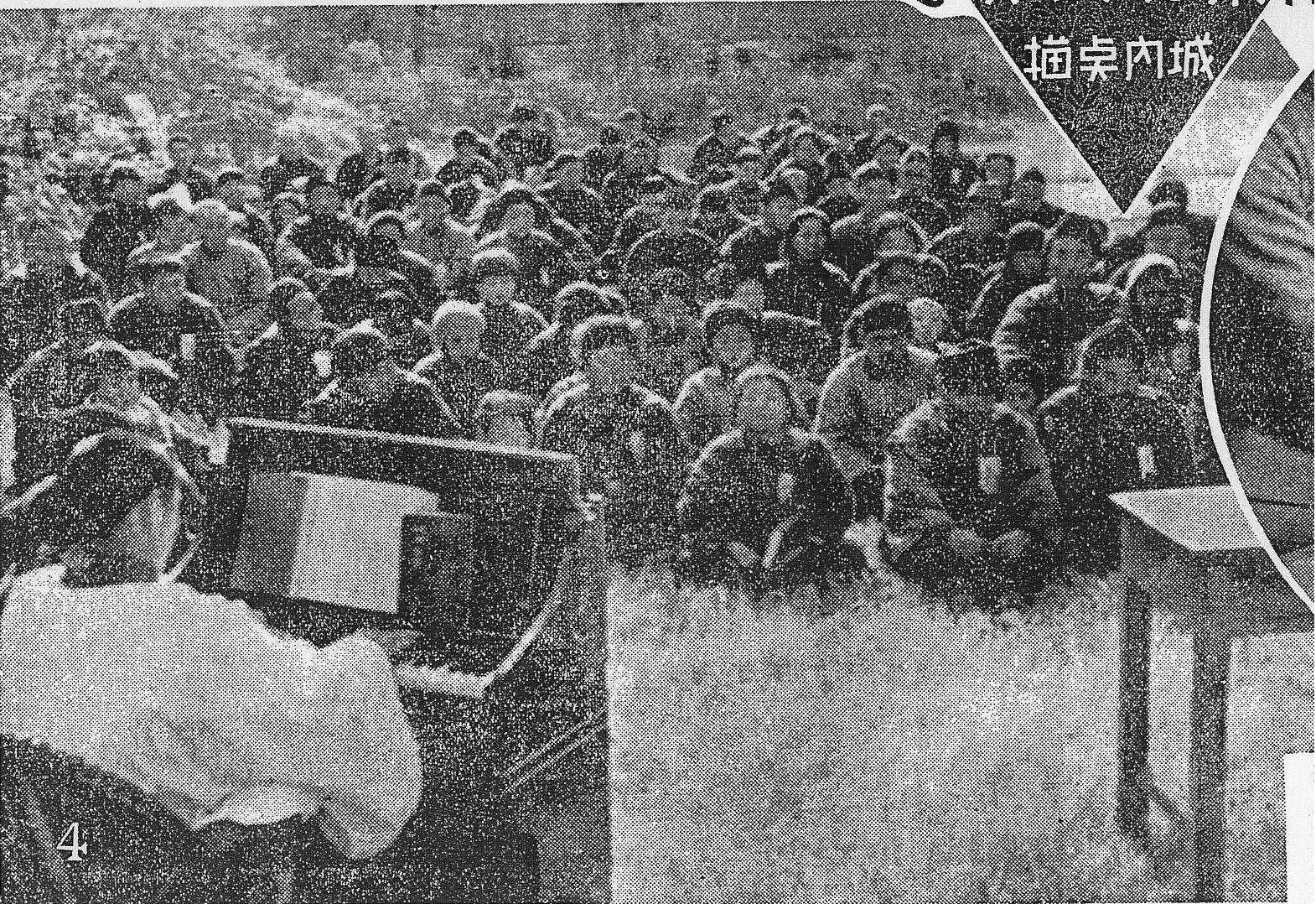
南京寧海路にある米国聖公会の庭で賛美歌が歌われている様子（1937年12月、南京陥落後）。マギーは米国聖公会の教会牧師だった。

## 略歴
アメリカのペンシルベニア州ピッツバーグ出身。イェール大学で学んだ後、マサチューセッツ州の神学校に移っている。1912年から1940年まで中華民国で、米国聖公会伝道団の宣教師として活動し、南京下関地区で教会を主催してキリスト教布教と医療活動を行った。
日本軍による南京占領期間中は、南京国際赤十字委員会委員長・南京安全区国際委員会委員を務め、外国人の大邸宅を借用して難民を収容した。日本軍による南京事件について記録・証言をする一方で、日本人将兵の良心的な行動も評価して記録している。

## 東京裁判でのマギー証言
マギーは極東国際軍事裁判では南京事件の証人として証言台に立ち、日本軍による殺人、強姦、略奪事件について、被害者からの直接聴取、自ら行った被害調査などを基礎に証言を行った。

### 民間人殺害についての証言
- 1937年12月14日、マギーの雇っていた15歳の料理人が、約100名の中国人と共に南京の城外に連行され、日本兵が殺し始めたが、料理人は縄を解いて穴のなかに隠れて逃げることができた[6]。
- ある晩、1000〜2000人の中国人の二列縦隊が手を縛られて連行されていた。「中国の兵隊が居るのを一人も見かけなかつたのでありまして、全部便衣を着て居つた」、中国人は「全部銃剣で突かれた」が、死んだふりをして生存することができたものが帰ってきた[6]。
- 12月16日、マギーが避難民収容所に行くと、日本軍が14名と1000名を拉致し、揚子江沿岸で機関銃によって殺害したと生き残った苦力から聞いた[6]。同じ日に、マギーの運転手の兄弟も拉致され、市内の広場に連れて行かれた[6]。
- 1938年1月5日、仏教徒の尼僧の家があった寺の後ろで25人の中国人が殺害された[7]。一番上の65歳の尼僧と10歳の見習い尼僧が日本兵に殺害された[7]。
- 1938年1月終り頃、南門内側で約五百人の中国人が殺されたと聞いた[7]。

#### 目撃証言
- 伝聞以外の目撃証言については、ブルックス弁護人が「それでは只今のお話になった不法行為もしくは殺人行為というものの現行犯を、あなたご自身いくらくらいご覧になりましたか」との反対尋問を行い、殺人行為については、マギーは「私は自分の証言の中ではっきりと申してあると思いますが、ただわずか一人の事件だけは自分で目撃いたしました」と回答した[8]。それによれば、1937年12月17日、マギーは、日本兵が中国人を誰何し、中国人は逃げ去ろうとしたため、日本兵が追いかけて射殺したところを家のバルコニーから目撃したという[6]。

### 強姦殺害についての証言
- ある日、婦人を強姦しようとした日本兵が、婦人の夫を殺害した。マギーは裏庭でその遺体を見た[9]。
- 現地の牧師に聞いたところでは、日本兵が80歳の牧師の母を外に連れ出し、着物をまくり上げろと命じると、自分はもう婆さんだからというと、射殺された[7]
- 新開路事件:1938年1月終り頃、新開路六番地の家に行くと13人の家族のうち2人の子供をのぞく者が殺されていた。生存者の少女一人は約8〜9歳で、日本兵が入つて来た時に背中を二度刺され、その傷は写真に撮った。遺族の話によれば、約三十名の日本兵がやってきて、回教徒の家人が戸を開けると即座に殺さし、後ろにいた男とその妻を殺した。日本兵は14〜16歳の少女を広場の横へ連れて行こうとし、少女を保護しようとした父方の祖父母を殺したあと、強姦した。女の膣は竹の棒で突かれた[10][7]。この少女が夏淑琴とされる[5][11]。また、広場に面している他の家では、母親が一歳の子とベッドの下に隠れていたが、日本兵はその女を強姦した後、女と赤ん坊も殺した[7]。遺体の膣には瓶が入れてあった[7]。ある少女の話では、頭から日本刀で斬られた[7]。この新開路での事件はマギーが行く6週間前に発生していたが、少女が強姦された机や殺された床の上には血が散乱していた[7]。遺体は14歳の少女、16歳の少女、老婆の娘である一歳の嬰児の母があった[7]。

#### 目撃証言
- 1938年2月1日、日本兵が15歳の少女を監禁していると聞いたので、現場にいき、ドアを破って入ると、日本兵二人と少女がいた。一人は逃げ、もう一人は泥酔していた。少女は南京から約60マイルの浦口区の者で、少女の父によれば少女は5回強姦された[7]。少女の話によれば、日本兵隊が浦口に来ると、少女の兄弟は兵隊であると日本兵がいうので違うといった。その兄弟の妻と姉が暴行を拒んだので銃剣で殺された[7]。父母は兵隊の前に哀願したが、銃剣で殺された。少女は気絶し、どこかの営舎に連れて行かれ2ヶ月間監禁された[7]。最初の1ヶ月は毎日暴行された[7]。その後性病がひどくなったので、兵士は暴行をやめた。ある日泣いていると日本の一士官がやってきて尋ねられたので、事情を話すと、同情してくれて、約60マイルの南京金陵大学へ連れて行ってくれた[7]。

### 強姦について
- ある日、三人の日本兵に自動車に拉致され、郊外で強姦され、自宅に送り返される途中で、また日本兵に声を掛けられたという女性を助けた[9]。
- 12月18日、スパーリング委員と住宅街に行くと、日本兵に強姦された婦人がおり、家にまだいるというので、行くと、日本兵と中国人女性2人が部屋にいた[9]。
- 12月20日、強姦された10、11歳の少女を病院に連れて行った。三人の日本兵が二階から民家に侵入しようとしていたり、一人の日本兵が強姦しているのを見たので、その兵を道に連れ出した。強姦されようとしている女性を何人も助けることができた[9]。
- 1938年1月1日、30歳くらいの知り合いの婦人と少女が強姦された[9]。
- 日本兵に17〜18回強姦されたという寡婦と会った。その寡婦の77歳の母も日本兵に強姦された[7]。

#### 目撃証言
- ブルックス弁護人は「強姦の現行犯をご覧になったことがありますか。もしあるとすれば、それはいくつくらいでありますか」との反対尋問も行い、マギーは「私が見ましたのは、一人の男が実際に強姦行為をしていたのであります。もう一つの二人の男というのは、女の子と寝台に横たわっていたのでありますが、その父親のいうには、私がその所に行きますよりすでに前に強姦していたということであります」と答えている[12][13]。

### 強盗について
- 「私の隣に済んで居る中国人の婦人が参りまして、80ドル盗まれたと言ひましたので、直ぐに 其処に参りましたが、其の盗んだ犯人と覚しき者から80ドルを取返すことは出来ませぬでした。」「私がさう云ふことを見ないと云ふのは理由があるのであります。日本の兵隊が家屋に侵入して来た場合に、私達が其処に行きますと、直ぐ日本の兵隊達は逃げた」ので現場を見ることができなかったといったことを証言している[12]。
- 日本兵は時計、万年筆、お金、着物、食糧など何でも人民から取上げた[7]。南京占領後数日して、寝具を日本兵が取らうとしたので、それを拒んだ婦人が頸を銃剣で刺されたというのでマギーが治療した。日本兵は、日本総領事館やアメリカ大使館の通告に考慮を払わなかった。また、日本兵隊は中山陵方面へトラック一杯に冷蔵庫等を積んで行くのを見た[7]。

#### 目撃証言
- 「アイス・ボックス(冷蔵庫)を盗んで居つたのを見ましたことは憶えております。」と1件については目撃したことを裁判でも証言[14]。

## マギー証言の評価をめぐる論争
- 参院議員の木暮山人は、南京攻略戦時に福知山連隊(歩兵第20連隊)大隊長を務め南京とその周辺の警備に当たっていた森王琢が「マッカーサーがトルーマン大統領に対して東京裁判はあやまりだったと報告している」「主席検事であったキーナンも間違っていたと白状している」としたうえで、「検事側の証人としてマギーは二日間にわたって詳細に証言したが、ブルックという弁護士が反対質問で問いつめると二日にわたって証言したことは全部ウソで結局窃盗と婦女暴行が各一件だけあることが判明し、法廷で笑い物になった」と著述していることを参院文教委員会で紹介した[15]。
- 田中正明はマギーが直接目撃したのが不審者の殺害、強姦、窃盗の3件だけで、あとはすべて伝聞、噂話、憶測によると言っている[16]。
- 藤岡信勝もマギー証言はほとんど伝聞に基づいたものとする[17]。
- 渡部昇一によればマギーの目撃した殺害事件とは、南京市内を警備していた日本兵が、中国人に何者か質問をすると逃走したので射殺したというもので、「はたして、これのどこが虐殺だろうか」という[18]。また渡部は「松井石根被告の弁護人ブルックス氏は、大虐殺神話のもととなった同国人のマギー牧師を反対訊問で問いつめ、実際に日本兵により殺害されたシナ人はたった一人しか実際に見たことがないと白状させたのである。元来が国際政治裁判だった東京裁判で、松井被告は死刑になったけれども、ブルックス弁護人の反対訊問のおかげでわれわれは大虐殺神話の実態をうかがうことが今日でもできるのだ」という[19]。また渡部は「この大虐殺のあらゆる噂や文献の起こりが、たった一つのところに収斂していることが証明された。それは一人のアメリカ人牧師マギーのデマであり、さらに、そのデマを遡って調査してみても、事実らしいものはどこにも見つからなかった。要するに、日本人は一人の無責任な外人のデマによって、何十万人ものシナ人を集団虐殺したという烙印を押されてしまったわけである」と主張している[20]。

これに対して、以下の反論がある。
- 洞富雄は「“唯僅か一人の事件だけは自分で目撃致しました”と、正直に陳述しているだけのことである」「もし、マギー師が偽証しようと思えば、5件でも10件でも目撃したと言えたはず」と反論[21]。
- 立花隆は渡部昇一が他の証拠を考慮せずに、マギー証言が南京大虐殺の唯一の証拠であったかのように思わせる議論は、「渡部氏のいつものイカサマ論法」と批判した[22]。
- 藤原彰は「安全区で、もっぱら怪我人や強姦の被害者の救護活動をしていたマギーが殺害現場に立ち会わなかったのは当然で、マギー証言の意義は夥しい数の被害者と接していたことにこそあるのだ。（中略）それらを無視して、殺害現場を見たのは一人だけだという部分のみが、何回も持ち出されるのである」[23]と述べている。
- 渡辺春己は「否定派はマギー証言の断片だけを切り取り、殺害、強姦の瞬間を目撃しなければ、死体があっても、被害女性がいても、「伝聞」であり、事実として認定できないという暴論を平然と主張する」[24]と反論している。
- 戸谷由麻 東京裁判のとき、マギー証言に対して被告の弁護人のブルックスが「尋問技術を駆使してもマギーの証言の一貫性と真実性を崩すことはできなかった。そのことはブルックス自身も法廷で実感し、またウェッブ裁判長にも次第に明白になっていった。（中略）ブルックスはあらためて「この証人は公平を務めていると信じます」と答え、ニ、三追加の質問をしたあと裁判長の勧告に従い反対尋問を終了したのだった。」[25]

## マギーフィルム
マギー牧師が日本軍占領期間中の中華民国の南京で、南京事件の犠牲者・被害者を撮影したと解説する8リールの16ミリフィルム（通称「マギーフィルム」）がある。その多くは南京難民区内の鼓楼病院で撮影されたもので、字幕の説明によれば、日本軍の暴行を受けた幼い子供や女性、中国兵や民間人の死体等が映っている。ただし、虐殺場面とされる映像については字幕の説明のみで肝心の映像は写っていないため、写っている死体が戦闘で死んだものなのか、虐殺されたものなのか、日本軍の手によるものなのか、中華民国軍の敗残兵の手によるものかなどが分からず、記録映像として疑問を呈する声もある。
このフィルムは、のちにジョージ・アシュモア・フィッチらが1938年1月に上海へ持ち出して4セットのコピーを作製し、それらのうち1セットは南京ドイツ大使館にいたナチスドイツ外交官のゲオルク・ローゼン博士によってドイツ外務省に送られた。同年4月に渡米したフィッチはロサンゼルスを皮切りに全米各地で映写会を開いて日本軍の蛮行を訴えることに使用し、渡米の主目的であるワシントンでは国務次官のスタンレイ・ホーンベックをはじめ下院の外交委員会、戦時情報局などの要人、新聞記者などの報道関係者にもフィルムを見せている。このフィルムは、1938年5月16日の「LIFE」誌においても紹介された。
しかし、極東国際軍事裁判では本人マギー牧師が当時の日本軍の残虐行為について証言を行ったのみで、フィルム自体は証拠として提出されることはなかった。國民新聞によれば、マギーフィルムは、大半が戦争の一場面として病院で中国人が治療を受けている姿であり、「大虐殺」の証拠とはいえず、ローゼン報告も日本軍が南京入城する一週間前に上海に脱出していたローゼン政務書記官がまとめたものであり、同書記官の証言は目撃証言ではなく根拠をもたない、と主張している。
オリジナルフィルムは長年行方不明となり、いわゆる「幻のマギーフィルム」と言われていたが、1991年、姜国鎮らによる在米中国人グループ「紀念南京大と殺受難同胞聯合会」の尽力でマギーの次男デヴィット・マギーの自宅から再発見された。

## 日記
ノンフィクション作家の滝谷二郎がマギーの同僚でマギーフィルムを南京から持ち出したジョージ・フィッチの遺族である娘エディス・フィッチと連絡をとったところ、フィッチが同時に日記を持ち出し家族に送っていたことをエディスが思い出した。滝谷がマギーの次男デヴィット・マギーに連絡をとったところ、こちらもデヴィットの自宅倉庫から発見され、姜国鎮が筆跡・内容からデヴィットに自筆日記であることを確認した。
東京裁判ではマギーは日記を参照しながら証言していたため、東京裁判で語られた内容は日記とほとんど変わるところはなかった。
- 滝谷二郎『目撃者の南京事件　発見されたマギー牧師の日記』（三交社、1997)

## 関連作品
- 「MBSナウスペシャル「フィルムは見ていた　検証南京大虐殺」1991年10月6日放映、毎日放送
- ナンシー・トン「天皇の名のもとに　南京大虐殺の真実」（ビデオ）
- 映画『ジョン・ラーベ 〜南京のシンドラー〜』（2009年、ドイツ・フランス・中国合作）